# Dominik Hrušovský
Dominik Hrušovský (1er juin 1926 - 27 juillet 2016) est un prélat de l'Église catholique qui sert en dehors de son pays pendant les années de contrôle communiste, se consacrant principalement à la pastorale des Slovaques catholiques à l'étranger. À la fin de sa carrière, il retourne en Slovaquie. Il est également nonce apostolique en Biélorussie (en).

## Biographie
Il est né à Veľká Maňa, en Slovaquie, le 1er juin 1926. Il commence ses études de théologie à Bratislava puis, à partir de 1946, à Rome à l'Université pontificale du Latran. En raison de la prise de pouvoir des communistes en Tchécoslovaquie, il ne rentre pas chez lui,
Il est ordonné le 23 décembre 1950 et travaille comme pasteur dans le diocèse de Belluno. De 1955 à 1962, il enseigne la philosophie et la théologie au séminaire régional de Viterbe. De 1962 à 1966, il est membre de la mission catholique slovaque à Paris. Il travaille ensuite au collège pontifical slovaque des Saints-Cyrille-et-Méthode (it) à Rome, dont il devient le directeur en 1975
Le 18 décembre 1982, le pape Jean-Paul II le nomme évêque titulaire de Tubia (de) et lui confie la charge pastorale des catholiques slovaques en terre étrangère. Il est ordonné évêque le 6 janvier 1983 par le pape Jean-Paul II avec comme co-consécrateurs Eduardo Martínez Somalo et Duraisamy Simon Lourdusamy, continuer à diriger le collège pontifical slovaque des Saints-Cyrille-et-Méthode. Son mandat s'élargit avec la chute du communisme, ce qui lui permet d'atteindre les communautés slovaques dans les anciens pays du Pacte de Varsovie en Europe de l'Est.
Le 24 septembre 1992, il est nommé évêque auxiliaire de Trnava et le 17 décembre, il est nommé vicaire de cet archidiocèse pour Bratislava. Après l'établissement de la Slovaquie en tant que nation indépendante, la première réunion de la Conférence épiscopale de Slovaquie élit Hrušovský secrétaire général et président de la Commission des Slovaques de l'étranger le 4 avril 1993,.
Le 30 janvier 1995, il est nommé pour cinq ans membre du Conseil pontifical pour la pastorale des migrants et des personnes en déplacement
Le 13 avril 1996, le pape Jean-Paul II l'élève au rang d'archevêque titulaire de Tubia (de) et le nomme nonce apostolique en Biélorussie (en). Il se retire lorsque son successeur en Biélorussie est nommé le 28 juillet 2001.
Hrušovský décède le 27 juillet 2016 à Nitra, Slovaquie, où il passe les dernières années de sa vie à la retraite.